# Sveg
Sveg er et byområde og hovedby i Härjedalens kommun, beliggende i landskabet Härjedalen  i Jämtlands län i Sverige. Sveg ligger ved elven Ljusnan og vest for byen ligger den opstemmede sø Svegssjön. Med sine 2.547 (2010) indbyggere er Sveg den største by i Härjedalen og den fjerdestørste i Jämtlands län. Ulvkälla som ligger syd for Ljusnan regnes ikke som en del af Sveg.